# Brown Sugar (película)
Brown Sugar es una película de 2002 escrita por Michael Elliott y Rick Famuyiwa,  dirigida por Rick Famuyiwa y protagonizada por Taye Diggs y Sanaa Lathan. La historia está basada en la canción "I Used to Love H.E.R." de Common, y cuenta cómo el hip hop hace que surja una relación entre un hombre y una mujer.
La película fue lanzada el 11 de octubre de 2002, recaudando $27,363,891 nacional y $952,560 en países exteriores y en todo el mundo obtuvo $28,316,452.

## Sinopsis
Amigos desde la niñez, una editora de revista (Lathan) y un ejecutivo de hip hop (Diggs) caen en un territorio amoroso.

## Elenco
- Taye Diggs — Andre Romulus 'Dre' Ellis
- Sanaa Lathan — Sidney 'Sid' Shaw
- Mos Def — Christopher Anton 'Cavi' Vichon
- Nicole Ari Parker — Reese Marie Wiggam Ellis
- Boris Kodjoe — Kelby Dawson
- Queen Latifah — Francine
- Erik Weiner — Ren

apariciones
- Kool G Rap — Él mismo
- Pete Rock — Él mismo
- De La Soul — Ellos mismos
- Tariq Trotter aka Black Thought— Él mismo
- Jermaine Dupri — Él mismo
- Talib Kweli — Él mismo
- Common  - ÉL mismo
- Method Man - Él mismo
- Slick Rick -
- Ahmir Thompson aka Questlove - Él mismo
- Russell Simmons- Él mismo
- Fabolous - Él mismo
- Beanie Sigel - Él mismo